# Santa Maria do Rio do Peixe
Santa Maria do Rio do Peixe é um distrito do município brasileiro de Congonhinhas, no Paraná.
O distrito foi criado em 21 de junho de 1965 e de acordo com o Instituto Brasileiro de Geografia e Estatística (IBGE) sua população no ano de 2010 era de 1 650 habitantes.